# Pont-Hébert
Pont-Hébert is een gemeente in het Franse departement Manche (regio Normandië). De plaats maakt deel uit van het arrondissement Saint-Lô. Pont-Hébert telde op 1 januari 2018 1.587 inwoners.

## Geografie
De oppervlakte van Pont-Hébert bedroeg op 1 januari 2018 14,99 vierkante kilometer; de bevolkingsdichtheid was toen 105,9 inwoners per km².

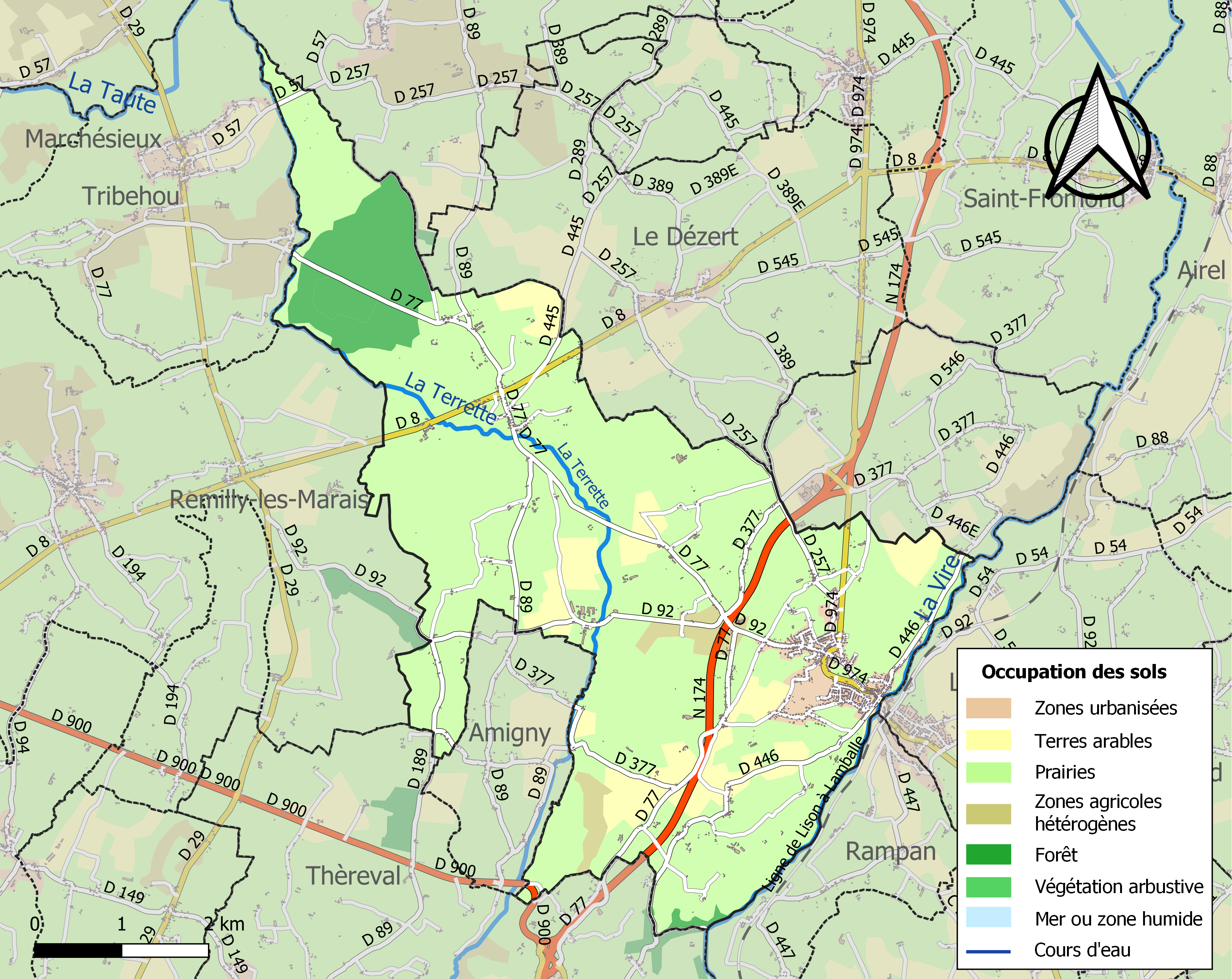
Kaart van de gemeente met de belangrijkste infrastructuur, bodemgebruik en omliggende gemeenten

## Demografie
Onderstaande figuur toont het verloop van het inwonertal (bron: INSEE-tellingen).